# 엔리코 로 베르소

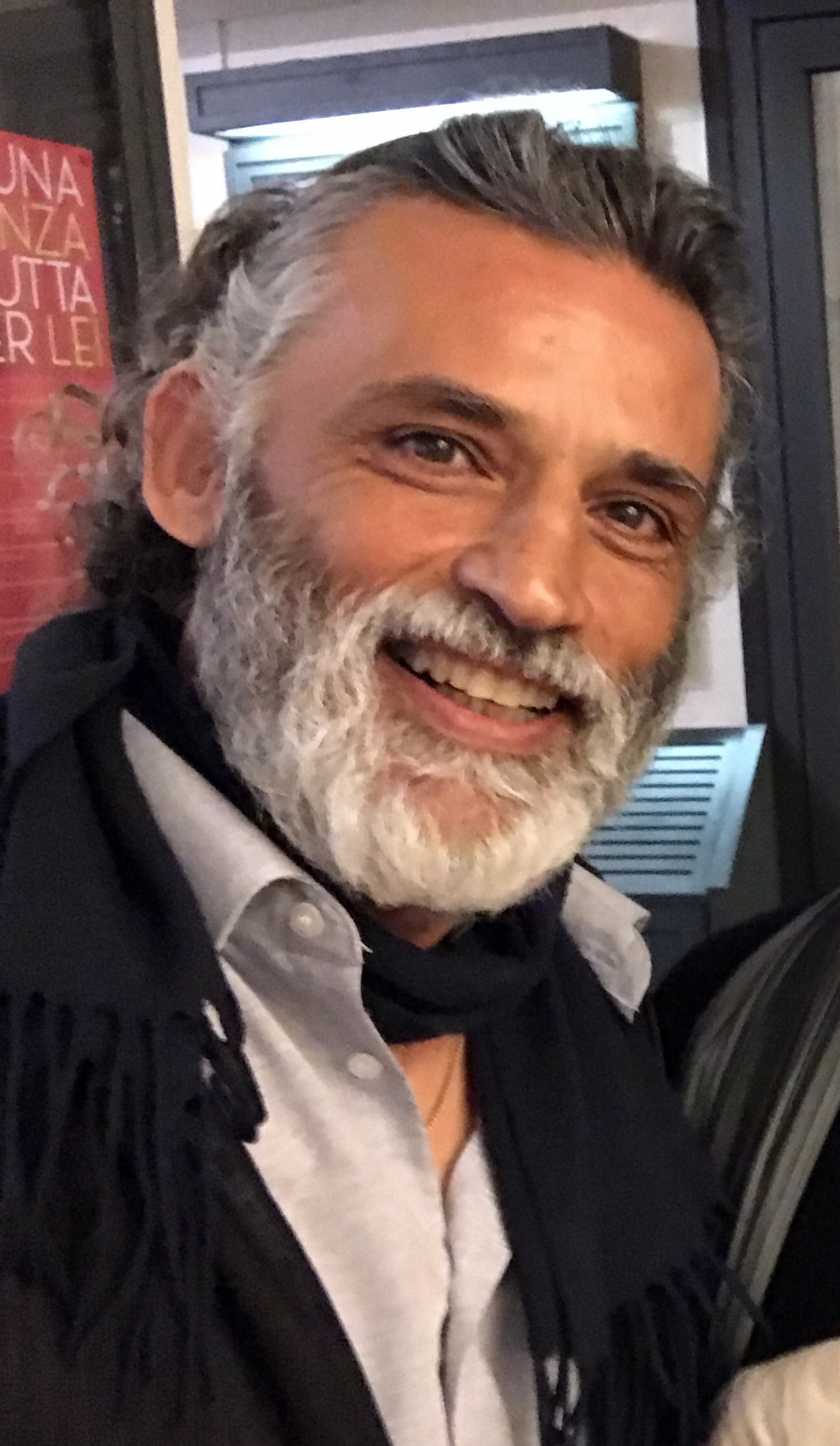

엔리코 로 베르소(Enrico Lo Verso, 1964년 1월 18일 ~ )는 이탈리아의 영화배우, 텔레비전 배우이다.
이탈리아에서 태어났다.

## 방송
- 레미제라블

## 영화
- 라파엘 - 더 로드 오브 디 아츠 (2017년) - 지오반니 역
- 우스티카: 더 미씽 페이퍼 (2016년)
- 더 휴먼 보이스 (2014년)
- 팔코네 기숙사 (2012년)
- 일 투르노 디 노테 로 파노 레 스텔레 (2012년)
- 비엔나전투 1683 (2012년) - 카라 무스타파 역
- 룸 인 로마 (2010년)
- 카멜 (2009년)
- 바리아 (2009년)
- 노티컬 챠트 (2007년)
- 13송이 장미 (2007년)
- 미루스 (2007년)
- 인콰이어리 (2006년)
- 알라트리스테 (2006년)
- 체 게바라 (2005년)
- 한니발 (2001년)
- 레미제라블 (2000년)
- 우리가 웃는 법 (1998년)
- 당신이 원한다면 (1996년)
- 모세 (1995년)
- 라메리카 (1994년)
- 파리넬리 (1994년)
- 에스코트 (1993년)
- 어린이 도둑 (1992년)
- 패밀리 (1991년)
- 허드슨 호크 (1991년)